# Droga wojewódzka 723
Die Droga wojewódzka 723 (DW723) ist eine 12 Kilometer lange Droga wojewódzka (Woiwodschaftsstraße) in den Woiwodschaften Heiligkreuz und Karpatenvorland in Polen. Die Strecke verbindet die Landesstraße DK77 mit der Woiwodschaftsstraße DW871.
Die Straße zweigt südlich der Weichsel von der DK77 ab und verläuft in südlicher Richtung. Nach einem Kilometer wird die Grenze der kreisfreien Stadt Tarnobrzeg erreicht.

## Streckenverlauf
Woiwodschaft Heiligkreuz, Powiat Sandomierski
-  Sandomierz (DK77)

Woiwodschaft Karpatenvorland, kreisfreie Stadt Tarnobrzeg
-  Tarnobrzeg (DW871)